# Deutsche Schule zu Porto
Die Deutsche Schule zu Porto (portugiesisch: Colégio Alemão do Porto, DSP) ist eine 1901 gegründete Privatschule in Porto im Norden Portugals. Die DSP befindet sich in der Rua de Guerra Junqueiro im Stadtteil Boavista.
Die Schule ist eine von der ZfA anerkannte Deutsche Auslandsschule und folgt den Richtlinien des Freistaats Thüringen und des Bildungsministeriums der portugiesischen Regierung, dem Ministério da Educação.
Die im Bereich bikultureller Bildung engagierte Begegnungsschule wurde 2016 durch eine von Bundespräsident Joachim Gauck unterzeichnete Urkunde mit dem Gütesiegel Exzellente Deutsche Auslandsschule ausgezeichnet, ebenso wie die Deutsche Schule Lissabon, die ältere der beiden Deutschen Auslandsschulen in Portugal.
Mehr als 85 % der Schüler und Schülerinnen sind portugiesischer Muttersprache.

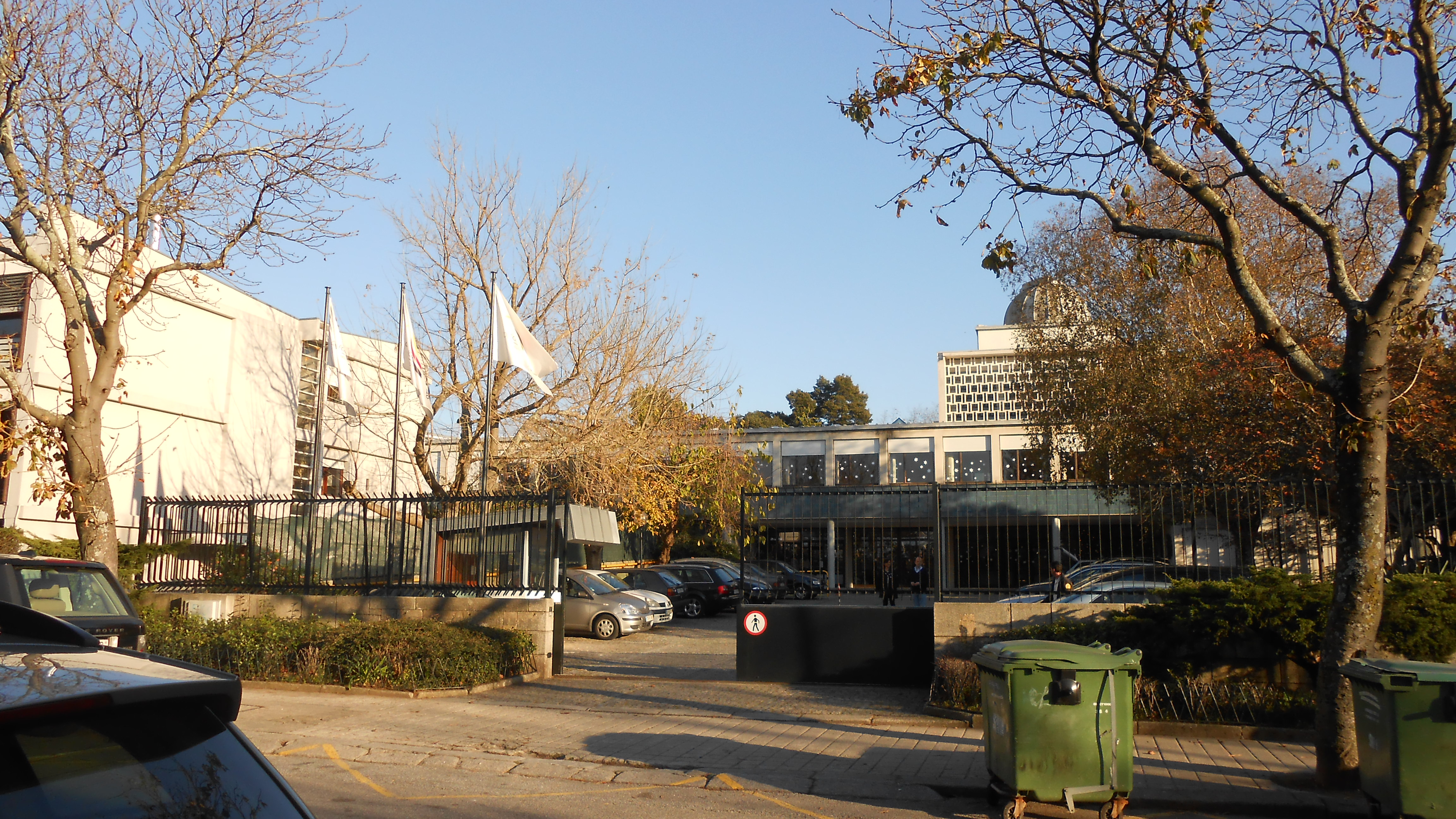
Eingang der Deutschen Schule in Porto

## Geschichte
Die heutige DSP wurde am 18. November 1901 gegründet. Die Schule hatte zu diesem Zeitpunkt 21 deutsche Schüler. Die Geschichte der Schule beginnt im Jahre 1855, als Pfarrer Martin Richter die „Von Hafe Schule“ einweiht, eine kleine Schule für Kinder der deutschen evangelischen Gemeinde in Porto. Aus dieser Einrichtung ging die Deutsche Schule zu Porto hervor.

## Freizeitaktivitäten
Den Schülern steht neben den üblichen Angeboten an Sportplätzen eine Sternwarte zur Verfügung. Daneben gibt es noch weitere Aktivitäten:
- Sportbegegnung: Jährlich tragen die Deutschen Schulen von Porto, Lissabon, Madrid und der Provinz Málaga einen Sportwettbewerb in den Disziplinen Basketball, Fußball, Handball und Volleyball aus.
- Jugend Musiziert: Zu diesem Ereignis treffen sich Musizierende aller Deutschen Schulen der Iberischen Halbinsel zu einem Musikwettbewerb.
- Schüleraustausch Oettingen/Porto: Seit 2002 gibt es einen Schüleraustausch zwischen der Deutschen Schule zu Porto und Schulen in Oettingen in Bayern.